# حرب البلقان الأولى
حرب البلقان الأولى هي حرب نشبت بين الدولة العثمانية ودول اتحاد البلقان وهي بلغاريا وصربيا واليونان والجبل الأسود، اندلعت الحرب في أكتوبر 1912 وانتهت في 30 مايو 1913 بتوقيع معاهدة لندن. أدت الحرب إلى خسارة الدولة العثمانية لغالبية أراضيها في أوروبا، كما أدت الأحداث التي تلتها إلى قيام دولة ألبانيا.
وعلى الرغم من نجاح الذي حققته دول اتحاد البلقان في الحرب إلا أن بلغاريا لم تكن راضية عن التسوية النهائية للحدود بينها وبين صربيا واليونان الأمر الذي أدى إلى نشوب حرب البلقان الثانية إذ هاجمت بلغاريا كلًّا من صربيا واليونان، ثم دخلت الحرب كل من رومانيا والدولة العثمانية والجبل الأسود ضد بلغاريا.

## الخلفية التاريخية
بعد اندلاع ثورة تركيا الفتاة في يوليو 1908، قامت الإمبراطورية النمساوية المجرية بضم إقليم البوسنة والهرسك في أكتوبر 1908 في ما عـُرف بالأزمة البوسنية، الأمر الذي دفع الحكومة الروسية في مارس 1912 لتشجع مملكتي صربيا وبلغاريا على توقيع معاهدة ثنائية تتضمن تعاونهما المشترك في حالة اعتداء دولة أوروبية كبرى على حدودهما، واستهدفت تلك المعاهدة السرية، التي اشترك في مفاوضاتها ممثلو روسيا في العاصمتَين البلقانيتَين، بلغراد وصوفيا، مواجهة الإمبراطورية النمساوية المجرية خشية أن تتكرر مأساة ضم البوسنة والهرسك؛ والرغبة في نصيب من ميراث الدولة العثمانية المتهالكة، وقد عقدت معاهدة مشابهة بين بلغاريا واليونان، في مواجهة الدولة العثمانية.
وجاء في إحدى مواد المعاهدة:
«يتعهد الطرفان، الموقعان المعاهدة، بأن يؤيد أحدهما الآخر، بكل قّوته، لدى محاولة إحدى الدول الكبرى، ضم أو احتلال أي حدود من بلاد البلقان، الواقعة، حالياً، تحت الحكم العثماني».
وفي مادة سرية أخرى، ملحقة بتلك المعاهدة، أعلن الطرفان أنه «في حالة حدوث أي اضطرابات داخلية في الدولة العثمانية، مما يعرض للخطر المصالح، القومية أو الوطنية، للدولتَين المتعاقدتَين، أو إحداهما؛ أو في حالة حدوث مصاعب، داخلية أو خارجية، في الدولة العثمانية، مما يعرض للخطر الحالة الراهنة، في شبه جزيرة البلقان، ويجب على الدولتَين المتعاقدتَين، أن تسارعا إلى تبادل الآراء، لاتخاذ الخطوات العاجلة لمنع الخطر».
وبعد إبرام تلك المعاهدات البلقانية، أصبح الموقف ينذر بالحرب، ولم يطل انتظار الحرب، بعد ذلك؛ إذ أعلنت كل من بلغاريا وصربيا واليونان والجبل الأسود، في 8 أكتوبر 1912، الحرب على الدولة العثمانية.

## ميزان القوى

### الدولة العثمانية

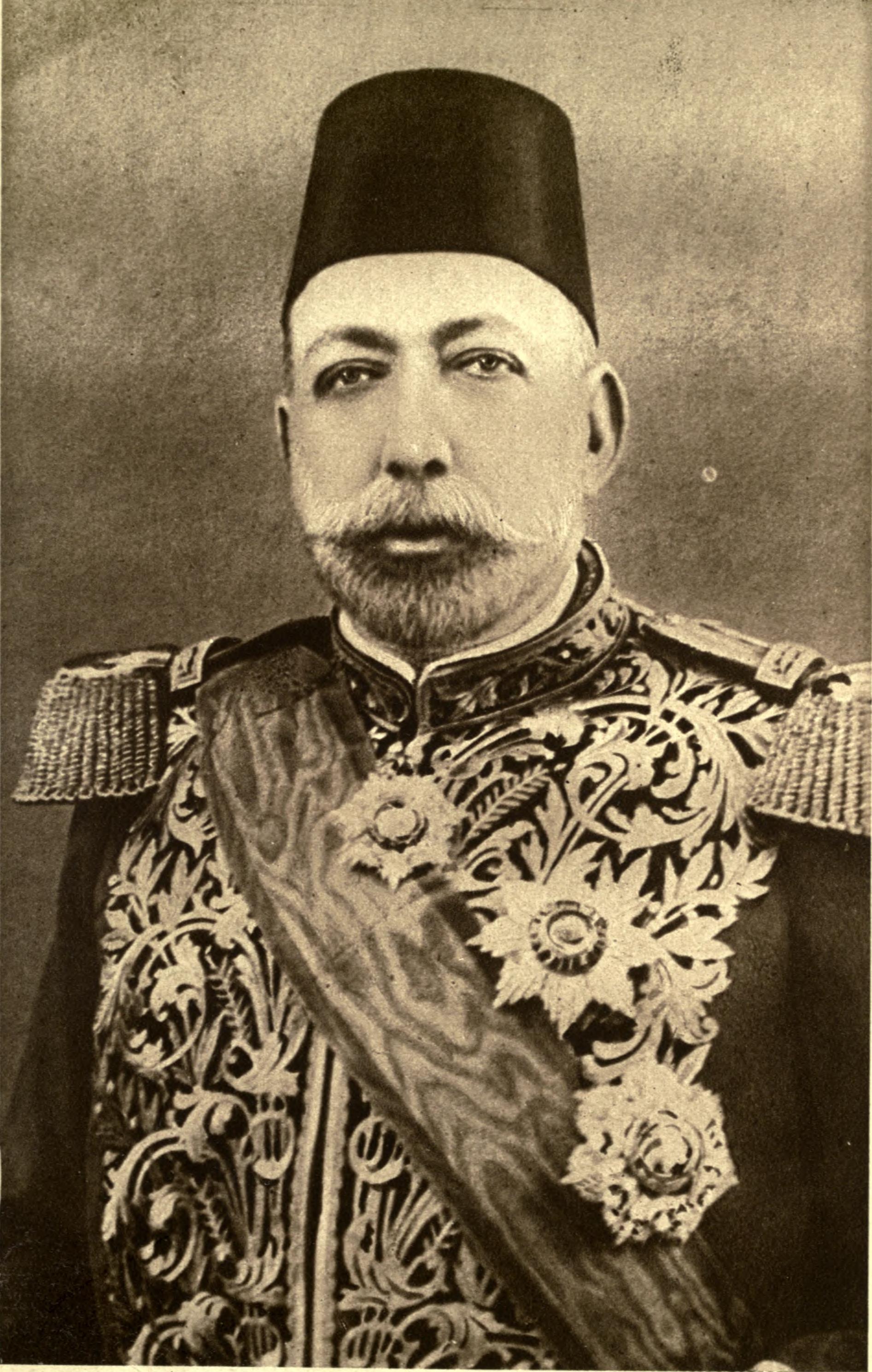
السلطان محمد الخامس

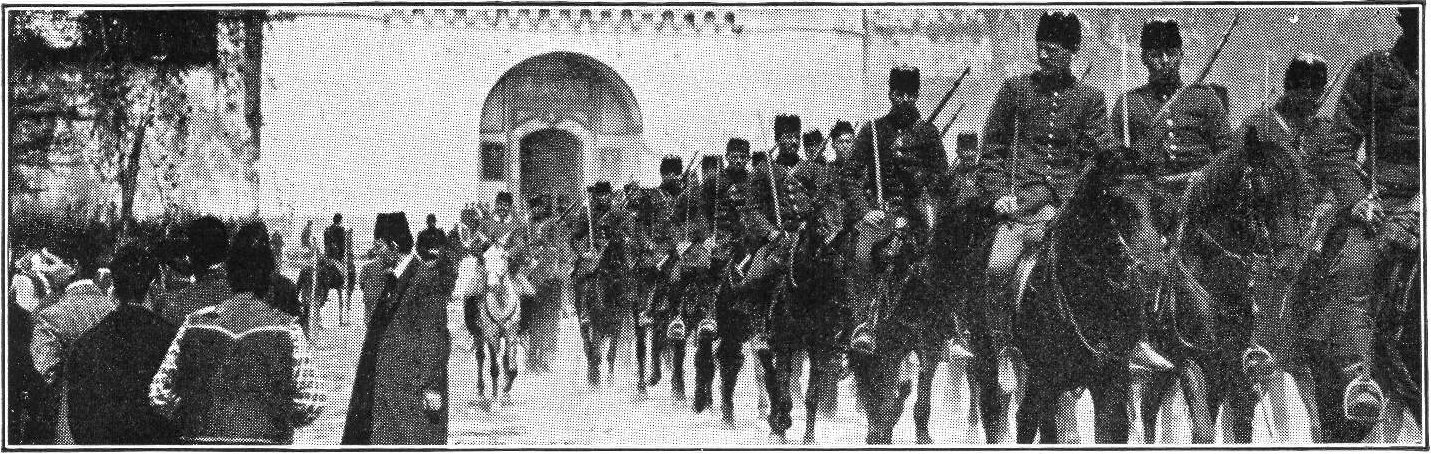
القوات العثمانية العثمانية

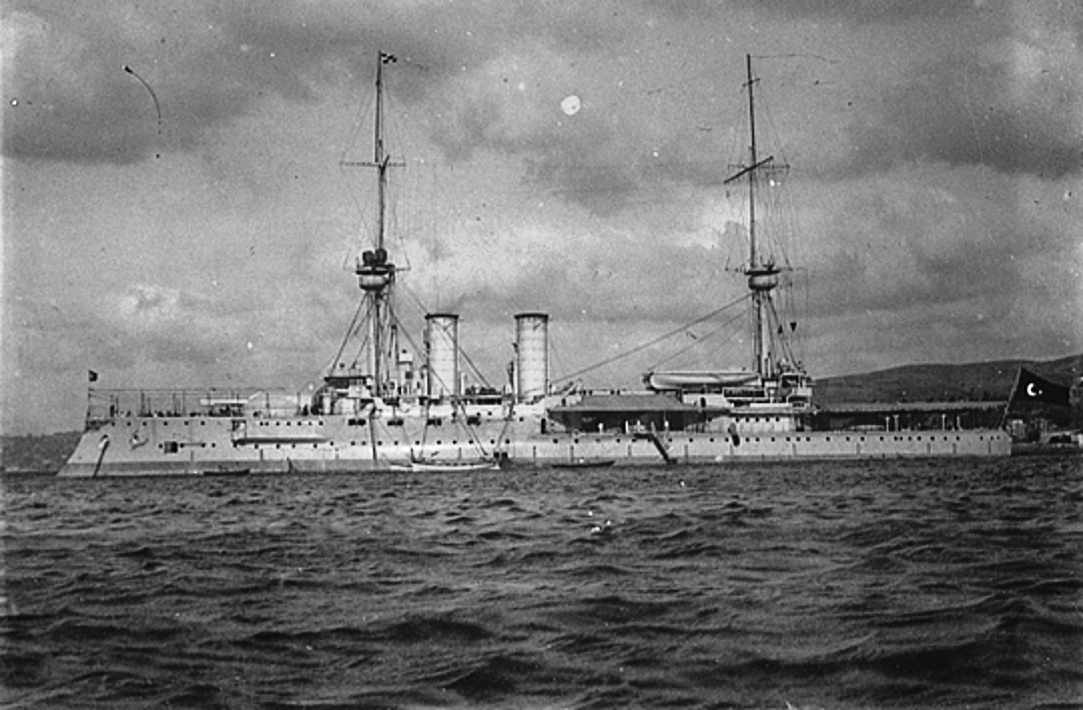
البارجة خير الدين بارباروسا سفينة القيادة للأسطول العثماني

بلغ تعداد السكان في الدولة العثمانية عام 1912 نحو 26 مليون نسمة يعيش منهم 6 ملايين في الجزء الأوروبي من الإمبراطورية، ومن هذه العدد يشكل المسلمون 2.3 مليون فيما كان الباقي من المسيحيين والذين لا يعدون صالحين للتجنيد.
أما الجزء الآسيوي والذي يضم الثقل السكاني للإمبراطورية فانه بسبب ضعف شبكة النقل لاسيما في الجزء الآسيوي فقد كان من المؤمل أن يتم نقل القوات العثمانية من آسيا إلى جبهات القتال في أوروبا عن طريق البحر، إلا أن ذلك كان أصبح متعذرا بسبب تواجد الأسطول اليوناني في بحر إيجة.
قبيل نشوب الحرب كان القدرات العسكرية العثمانية معطلة بسبب الصراعات الداخلية الناجمة عن ثورة تركيا الفتاة والانقلابات المضادة للثورة بعد عدة أشهر في 1909 وحادثة 31 مارس، وعلى الرغم من الجهود التي بذلت لإعادة تنظيم الجيش من قبل البعثة الألمانية، إلا ان نتائجها لم تترسخ. كان الجيش النظامي (النظامية) يتألف من فرق حسنة التدريب وذات تجهيز وتسليح جيد، ولكن وحدات الاحتياط (الرديف) لم تكن كذلك خصوصا في المدفعية، كما أنها أفتقرت إلى التدريب.
بلغ إجمالي القوات العثمانية قبل إعلان التعبئة العامة في أكتوبر 1912 نحو 336,742 جندي منهم 12,024 ضابط و324,718 جندي إضافة إلى 2,318 مدفع و388 مدفع رشاشة
كان للعثمانيين ثلاثة جيوش في أوروبا هي جيش تراقيا (الجيش الأول) وجيش مقدونيا (الجيش الثاني) وجيش فاردار (الثالث) مع 1,203 قطعة مدفعية متحركة و1,115 مدفع ثابت موزعين في مناطق محصنة. في مواجهة القوات اليونانية والصربية وقوات الجبل الأسود، وفي حين تواجد الجيش الأول في تراقيا وقد ضم ما لا يقل عن 115,000 جندي بمواجهة القوات البلغارية.
- مجموعة الجيوش الشرقية (الجيش العثماني الأول)
  - الجيش الأول العثماني بقيادة ناظم باشا ينتشر في تراقيا بمواجهة القوات البلغارية وقد ضم الجيش سبعة فيالق من المشاة في 12 فرقة نظامية و13 فرقة من الرديف.
- مجموعة الجيوش الغربية (الجيش العثماني الثاني والثالث)
  - جيش فاردار بمواجهة القوات الصربية، مقره في سكوبيه تحت قيادة زكي باشا مع 5 فيالق من 18 فرقة مشاة.
  - جيش مقدونيا المقر في سالونيك بقيادة علي رضا باشا، تألف من 14 فرقة في 5 فيالق، بمواجهة اليونان وبلغاريا والجبل الأسود.
    - بمواجهة القوات اليونانية تم نشر 7 فرق مشاة (الفيلق الثامن وفيلق يانيا)
    - بمواجهة بلغاريا في جنوب شرق مقدونيا تم نشر فرقتين مشاة يشكلون فيلق أوستورما.
    - بمواجهة الجبل الأسود، 4 فرق مشاة تم نشرهم على الحدود المشتركة

و وفقا للخطة التنظيمية فإن عدد قوات مجموعة الجيوش الغربية كان يفترض أن تضم 598,000 جندي. ولكن بطء إجراءات التعبئة وسوء كفاءة السكك الحديدية خفضت بشكل كبير أعداد القوات التي يمكن نقلها، وحين بدأت الحرب، لم يكن يتواجد سوى 200,000 جندي  على الرغم من الفترة اللاحقة شهدت مزيدا من الجنود الذين ألتحقوا بوحداتهم إلا إن مجموعة الجيوش الغربية لم تصل إلى قوتها الاسمية طوال الحرب بسبب خسائر الحرب.
حاولت الحكومة العثمانية جلب المزيد من القوات من سورية من فرق النظامية والرديفة  لكن حال دون وصول هذه التعزيزات سيطرة البحرية اليونانية، لذا كان على هؤلاء الجنود أن يصلوا عبر الطريق البري، وأكثرهم لم يصل إلى منطقة البلقان.
ذكرت صحيفة "ديلي تيليغراف" البريطانية أن "الصرب" قاموا بقتل حوالي ٥٠٠٠ ألباني مسلم في عام ١٩١٢، وكتب المراسلون الأجانب في منطقة البلقان حول تلك الجرائم، واتَّهموا الجنود والضباط الصرب بارتكابهم جرائم بشعة ضد الألبان في "ألبانيا

### بلغاريا

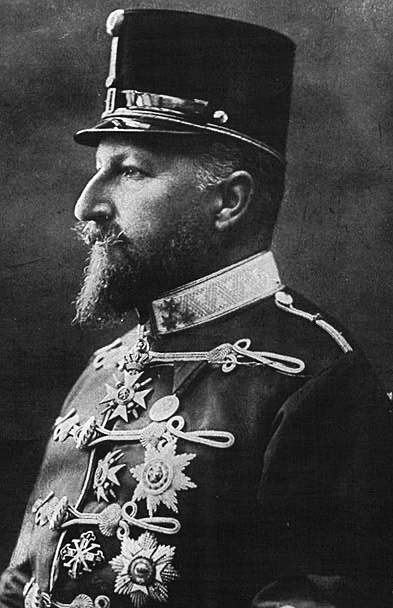
ملك بلغاريا فرديناند الأول

أمتلكت بلغاريا الجيش الأكبر بين دول اتحاد البلقان، حيث بلغ تعداد جيشها العامل سنة 1912 نحو 61,967 فرد، إضافة إلى قوات الاحتياط البالغ تعدادها 343,343 فرد (وهم الأفراد الذين تتراوح أعمارهم ما بين 22 إلى 40 عاما وأنهوا فترة الخدمة العسكرية) وإضافة إلى ذلك تتواجد قوات تنتظم في الوحدات العسكرية المحلية في مجموعتين المجموعة الأولى للأعمار ما بين 41 و43 سنة والمجموعة الثانية للأعمار ما بين 44 و46 سنة وتضم المجموعة الأولى 52,752 فردا وفي المجموعة الثانية 17,270 فردا، ليصل العدد الكلي للقوات في الجيش البلغاري إلى 459,810 جنديا من إجمالي عدد السكان البالغ عددهم 4,300,000 نسمة.
التشكيلات العسكرية للجيش البلغاري هي 9 فرق مشاة وفرقة خيالة واحدة ويمتلك الجيش 1,116 قطعة مدفعية. القائد العام للقوات المسلحة هو الملك فرديناند، التشكيل الداخلي لفرق المشاة البلغارية هو 3 ألوية مشاة لكل فرقة وكل لواء يتألف من فوجين، وكل فوج يضم 4 كتائب بمجموع 24 كتيبة لكل فرقة ويصل تعداد الفرقة الواحدة إلى 30,000 جندي
إلى جانب القوة البرية كان لدى بلغاريا قوة بحرية تضم 6 زوارق طوربيد اقتصرت مهامها على حماية المياه الإقليمية المطلة على البحر الأسود.

### صربيا

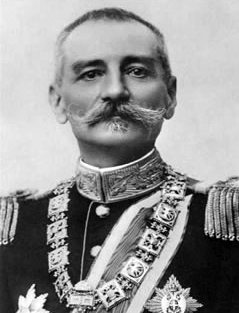
الملك بيتر ملك صربيا

ضم الجيش صربي حوالي 230,000 جندي (من أصل 2.912.000 هو عدد سكان صربيا آنذاك) وحوالي 228 مدفع، ينتظمون في 10 فرق مشاة، واثنين من الألوية المستقلة وفرقة خيالة، تحت قيادة وزير الحرب السابق رادومير بوتنيك.
وكانت القيادة العسكرية الصربية قد أدركت أن أفضل موقع لمعركة حاسمة ضد القوات العثمانية في فاردار ستكون على هضبة أوفسي بوليي، قبل سكوبي وبالتالي، تم تشكيل القوى الرئيسية في ثلاثة جيوش من أجل المضي قدما نحو سكوبي، في حين ان لواء من الفرقة وكانت مستقلة للتعاون مع الجبل الأسود في سنجق نوفي بازار.
الجيش الأول (132,000 جندي) بقيادة الجنرال بيتار Bojović، وكان أقوى الجيوش عددا، وشكل قلب القوات الصربية المتقدمة نحو سكوبي. الجيش الثاني (74,000 جندي) كان يقوده ستيبانوفيتش، ويتألف من فرقة صربية وفرقة بلغارية. شكل الجناح الأيسر للجيوش الصربية، تقدم باتجاه Stracin. إدراج الفرقة البلغارية كانت وفقا لترتيبات ما قبل الحرب بين الجيوش الصربية والبلغارية، ولكن الفرقة البلغارية توقفت عن تنفيذ أوامر الجنرال ستيبانوفيتش بمجرد أن بدأت الحرب، فقط تلقت الأوامر من القيادة العليا البلغارية.
الجيش الثالث (76,000 جندي) كان يقوده بوزيدار يانكوفيتش، كان الجيش الثالث يشكل الجناح الأيمن للقوات الصربية، كانت مهمته الاستيلاء على كوسوفا ومن ثم الانضمام إلى الجيوش أخرى في المعركة المتوقعة في بوليي Ovče. كانت هناك قوات صربية في شمال غرب صربيا على امتداد الحدود النمساوية المجرية تألفت هذه القوات من جيش إيبار (25,000 جندي) تحت قيادة الجنرال ميخائيل Zhivkovich، ولواء جافور (12,000 جندي) تحت قيادة اللفتنانت كولونيل ميلوفيتش Andjelkovich.

### الجبل الأسود
لم يتجاوز عدد سكان مملكة جبل الأسود 250,000 نسمة إلا إن المملكة حشدت رغم ذلك ما يصل إلى 44,500 جندي في 4 فرق مشاة في كل فرقة 14,000 جندي، تسلح الجيش بـ 36,000 بندقية، 44 مدفع رشاش، 118 مدفع.

### اليونان

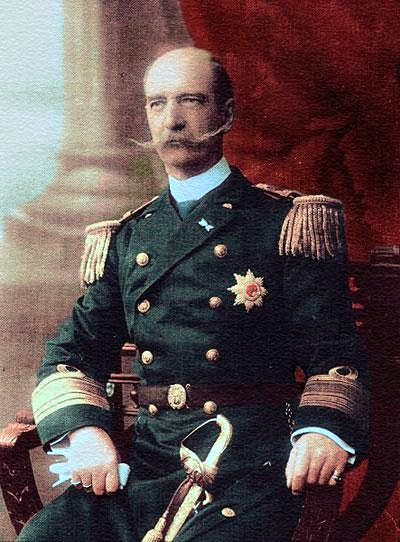
ملك اليونان جورج الأول

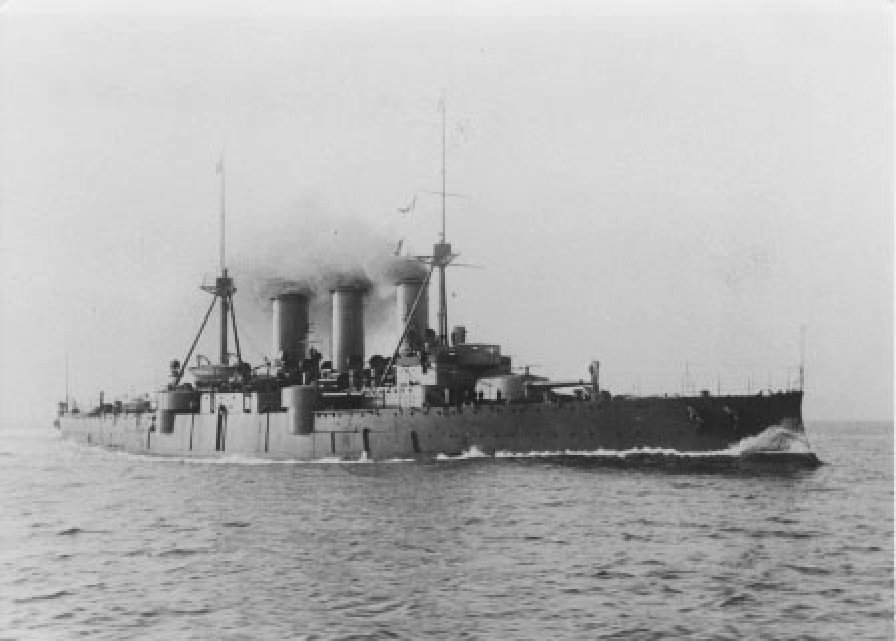
الطراد المدرع جيورجيوس أفيروف سفينة القيادة للأسطول اليوناني

يبلغ تعداد السكان في اليونان نحو 2.6 مليون نسمة (عام 1912)، وتعد اليونان أحد أضعف دول تحالف البلقان من الناحية العسكرية، حيث لا يزيد عدد جيشها العامل عام 1912 عن 22 ألف جندي في وقت السلم (3,802 ضابطا و18,875 جنديا) ويرتقع هذا العدد عند اعلان التعبئة العامة إلى 110,000 جندي وإضافة إلى القوات البرية تمتلك اليونان 80 ألف جندي في الحرس الوطني و60 ألف جندي آخرين في احتياطي الحرس الوطني.
وعلى الرغم من تواضع القوات اليونانية البرية فإن القوة البحرية اليونانية تتفوق على جميع دول اتحاد البلقان، فاليونان هي الدولة الوحيدة التي تملك أسطولا يضم قطعا بحرية أكبر حجما من زوارق الطوربيد والدولة الوحيدة القادرة على منع وصول التعزيزات العثمانية بحرا من آسيا إلى أوروبا، وهو ما صاغه السفير اليوناني في صوفيا خلال المفاوضات التي أدت إلى دخول اليونان في الاتحاد بقوله:
"إن اليونان يمكنها أن توفر 600,000 رجل للمجهود الحربي، 200,000 رجل في الميدان، وسيتمكن الأسطول اليوناني من منع انزال 400,000 جندي من قبل الدولة العثمانية ما بين سالونيك وجاليبولي.
عندما بدأت الحرب. انتظمت القوات اليونانية في جيشين هما جيش ثيساليا وجبش إبيروس:
- جيش ثيساليا بقيادة الأمير قسطنطين يتألف من 7 فرق مشاة وعدد من الوحدات المستقلة بما يعادل نحو 100,000 جندي. يهدف إلى الاستيلاء على سالونيك ومناستير.
- جيش إبيروس مؤلف من 10,000 إلى 13,000 جندي في ثماني كتائب تحت قيادة الفريق كونستانتينوس Sapountzakis، والتي تهدف للتقدم إلى ايبيروس. لكن ليس لديها أمل في الاستيلاء على العاصمة الحصينة يوانينا، مهمتها الأولى ببساطة تثبييت القوات العثمانية هناك حتى تصلها التعزيزات الكافية من جبش ثيساليا بعد أن يختتم عملياته.

امتلك سلاح البحرية اليوناني قطعا حديثة نسبيا، وقد عززت بشراء قطع بحرية جديدة، الوحدة الأساسية للأسطول اليوناني كان الطراد المدرع أفيروف الذي بني في 1910. وكان هناك أيضا 8 مدمرات حديثة بنيت في عام 1912 و8 مدمرات أخرى بنيت في عام 1906. إضافة إلى السفن الأخرى الأقدم، وقد ضمنت هذه الأساطيل التفوق البحري للبحرية اليونانية في بحر إيجة الجزء الأكبر من القوات البحرية كانت مخصصة لاسطول بحر إيجه، وضعت تحت قيادة الادميرال بافلوس Kountouriotis. باقي السفن عملت بتشكيلات عمل صغيرة من المدمرات وزوارق الطوربيد وكلفت بتطهير بحر إيجه والبحر الأيوني من السفن العثمانية الصغيرة.

## العمليات

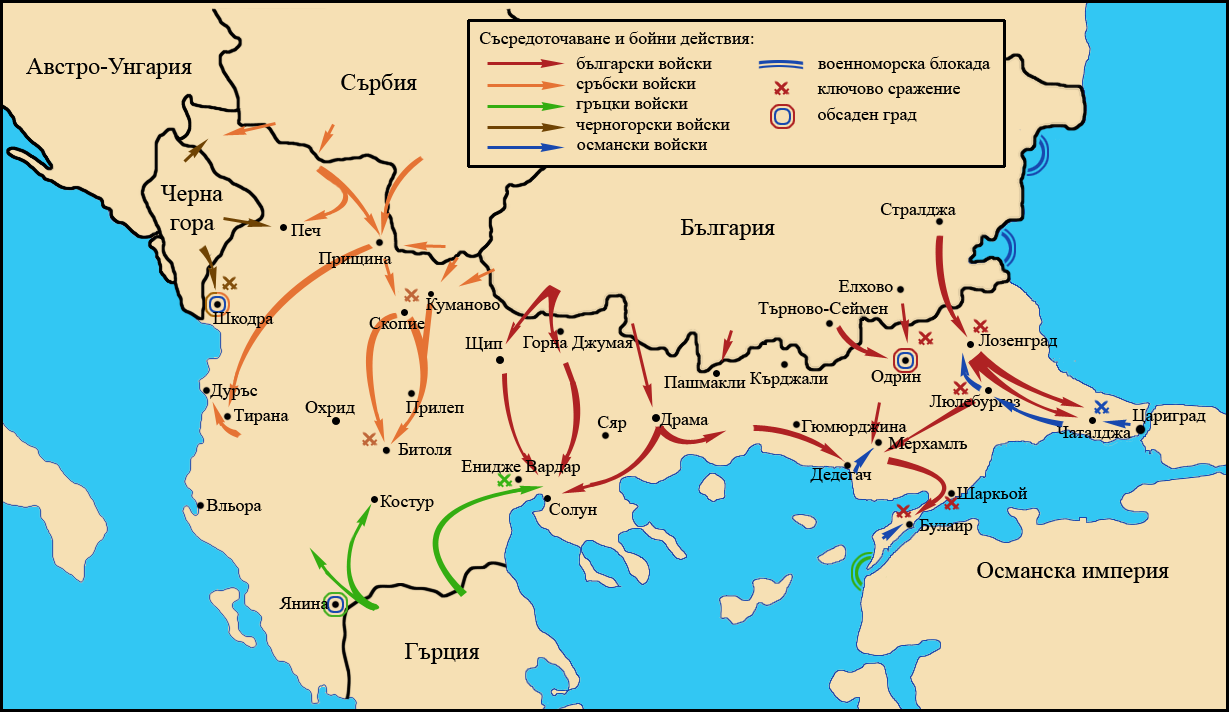
خارطة البلقان وأعمال القتال

بدأت حرب البلقان الأولى بعد أن أعلنت مملكة الجبل الأسود الحرب على العثمانيين في 8 أكتوبر 1912.

### مسرح العمليات البلغارية
خصصت القيادة العثمانية الجزء الأكبر من قواتها لجبهة تراقيا ومقدونيا. ونشرت أغلب قواتها العسكرية في تراقيا، مشكلة من 3 جيوش.
- الجيش الأول (79,370 جندي)، تحت قيادة فاسيل كوتنتشيف مؤلف من 3 فرق مشاة، تم نشرهم في جنوب ليامبول، مع اتجاه العمليات على طول نهر تُندزها.
- الجيش الثاني (122,748 جندي)، تحت قيادة نيكولا ايفانوف، مؤلف من فرقتي مشاة ولواء مشاة واحد، تم نشرهم غرب الجيش الأول وكان مكلفا بالاستيلاء على قلعة أدرنة.
- الجيش الثالث (94,884 جندي) تحت قيادة رادكو ديميتريف، تم نشره في شرق ووراء الجيش الأول ويتألف الجيش الثالث من 3 فرق مشاة.
- الفرقة الثانية (49,180 جندي) والفرقة السابعة (48,523 جندي) كانت تؤدي أدوار مستقلة، وتعمل في تراقيا الغربية، ومقدونيا الشرقية على التوالي.

#### الهجوم البلغاري

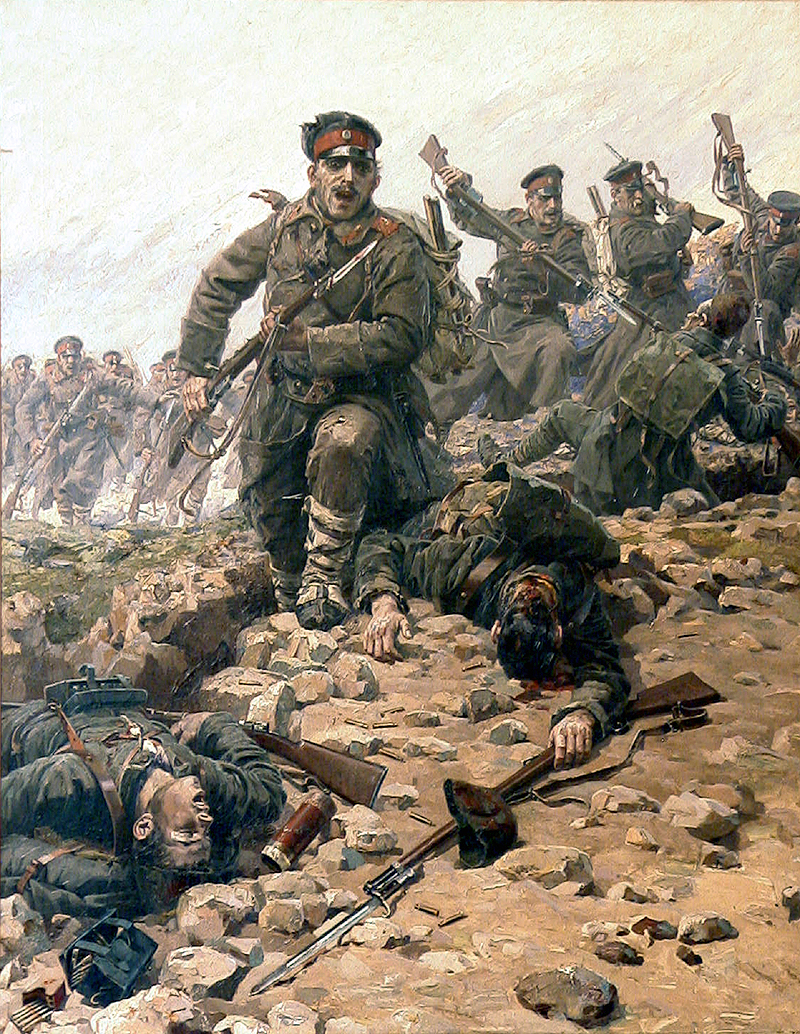
جندي بلغاري يتخطى مواقع الجيش العثماني

قامت القيادة البلغارية بحشد 346,182 جندي بلغاري في جبهة تراقيا بمواجهة الجيش العثماني الأول والذي يتألف 105,000 فرد في تراقيا الشرقية إضافة مفرزة في كيركالي بتراقيا الغربية تضم 24,000.
القوات البلغارية التي تواجه الجيش العثماني الأول هي الجيوش البلغارية الأول والثاني والثالث بمجموع 297,000 جندي في الجزء الشرقي وإضافة إلى 49,180 (33,180 جندي نظامي، و16،000 جنود غير نظاميين) يشكلون الفرقة البلغارية الثانية في الجزء الغربي.
أول معركة واسعة النطاق وقعت ضد الخط الدفاعي في أدرنة- كيركلاريلي، حيث واجه الجيش الأول البلغاري والجيش الثالث البلغاري (مجموعهما 174,254 جندي) الجيش العثماني الأول (96,273 جندي)،  قرب Gechkenli، وSeliolu بترا. الفيلق الخامس عشر في العهد العثماني على وجه السرعة غادر المنطقة للدفاع عن شبه جزيرة جاليبولي لمواجهة هجوم برمائي متوقع من قبل اليوناني، والذي لم يتحقق أبدا  سبب غياب الفيلق الخامس عشر فراغا بين أردنة وذيذيموتيخو، فيما أنتقل للفيلق الرابع هناك ليحل محله. وبالتالي تمت إزالة اثنين من الفيالق العثمانية من تشكيل القوات العثمانية، على نحو سبب تقسيم جبهة ترافيا لجبهتين. وكنتيجة لذلك
وعلى ذلك تم عزل وحصار حصن أردنة مع 61,250 جندي. وكنتيجة أخرى لتفوق البحرية اليونانية في بحر ايجه هو أن القوات العثمانية لم تحصل على تعزيزات المتوقعة في خطط الحرب، ويتألف من السلك كذلك على أن يتم تحويلها عن طريق البحر من سوريا وفلسطين  وبالتالي للبحرية اليونانية لعبت دورا حاسما وإن كان غير مباشر في الحملة تراقيا، عن طريق تحييد ثلاثة فيالق، وجزءا كبيرا من الجيش العثماني، في كل مهمة افتتاح جولة جديدة من الحرب.
بعد معركة كيركلاريلي قررت القيادة العامة البلغارية الانتظار لبضعة أيام، وهو القرار الذي سمح للأتراك أن يحتلوا موقعا دفاعيا جديدا وعلى الرغم من هذا، فإن الهجوم البلغاري بالجيش الأول والثالث اللذان يبلغان معا 107,386 جندي مشاة و3,115 من الخيالة، و116 مدافع رشاشة و360 قطعة مدفعية هزم تعزيزات القوات العثمانية المؤلفة من 126,000 مشاة و3500 الفرسان، 96 رشاشات و342 قطعة مدفعية  ووصلت القوات البلغارية إلى بحر مرمرة.
ونتيجة لذلك فقد دفع العثمانيين إلى أخر خط دفعي لهم عند تشاتالكا لحماية شبه الجزيرة التي تقع فيها إسطنبول، وهناك نجحوا في تحقيق استقرار الجبهة بمساعدة تعزيزات جديدة من المقاطعات الآسيوية. الخط شيد خلال الحرب الروسية العثمانية لعام 1877 بموجب توجيهات من مهندس ألماني يعمل في الجيش العثماني يدعى فون بلوم باشا، إلا إن الخط كان مهملا في 1912.،
في حين كانت قوات من الفرقة البلغارية الثانية في تراقيا 49,180 جندي قسممت ما بين هاسكوفو رودوب ومفارز، تقدما نحو بحر ايجه.
المفرزة العثمانية في كيركالي تألفت من 24,000 جندي تنتظم في فرقة مستحفظة وفرقة رديف من كيركالي الفوج 36 وكانت المفرزة مكلفة بالدفاع عن جبهة بطول 400 كيلومتر عبر سالونيك - أليكساندروبولي إلا أن المفرزو فشلت في الدفاع عن الخط، ففي 26 نوفمبر استسلم قائدها يافير باشا مع 10,131 ضابط وجندي للبلغار.
في 17 نوفمبر بدأ الهجوم البلغاري على خط تشاتالكا على الرغم من التحذيرات الواضحة من روسيا بانها ستهاجم بلغاريا إذا ما أحتلت إسطنبول، شنت بلغاريا هجومهما على طول الخط الدفاعي بـ 176,351 رجل يرافقهم 462 قطعة مدفعية ضد القوات العثمانية المؤلفة من 140,571 جندي و316 قطعة مدفعية إلا أن القوات العثمانية قد تمكنت من صد الهجوم.
أتفق في 3 ديسمبر على هدنة بين الدولة العثمانية وبلغاريا، ومثلت بلغاريا كل من صربيا والجبل الأسود، وبدأت مفاوضات السلام في لندن وشاركت اليونان أيضا في المؤتمر، لكنها رفضت الموافقة على الهدنة وأكملت عملياتها في قاطع إيبيروس. إلا أن المفاوضات توقفت عندما اسقطت حكومة كميل باشا من قبل حركة تركيا الفتاة بقيادة أنور باشا بأسطنبول، وعند انتهاء مدة الهدنة في 16 فبراير استؤنف القتال.

#### سقوط أدرنة

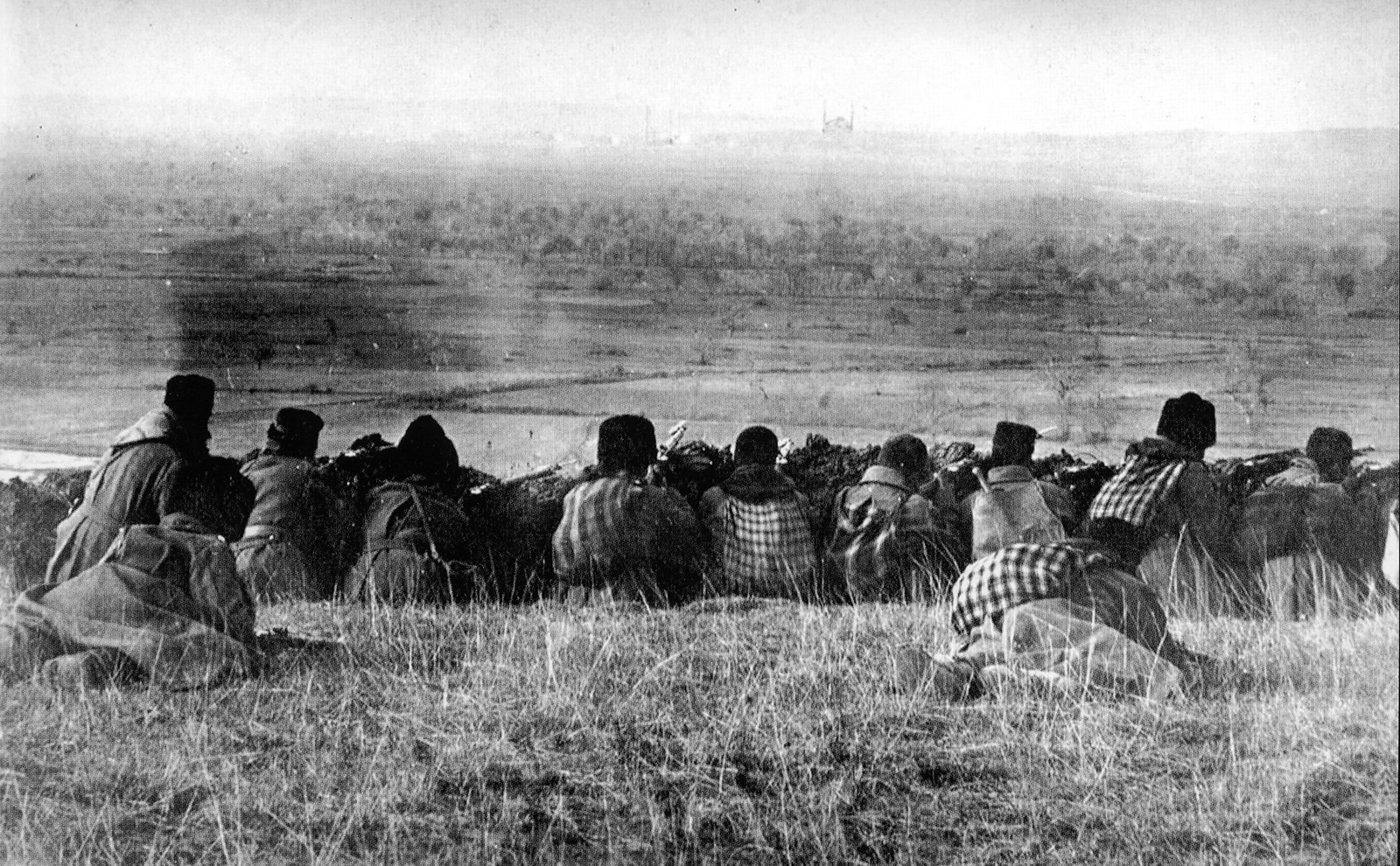
جنود بلغار ينتظرون بداية الهجوم على أدرنة 1912

خلال حصار أدرنة سعت الدولة العثمانية إلى تخفيف الضغط على مدينة أدرنة المحاصرة فشنت هجومها على تشاتلكا في 20 فبراير وهجوم أخر جاليبولي فهاجمت قوات الفيلق العاشر التي وصلت بحرا القوات البلغارية بصحبت 19,858 جندي و48 مدفع، وساهم في الهجوم أيضا حوالي 15,000 جندي مع 36 مدفع (جزء من 30,000 جندي عزلوا في شبه جزيرة جاليبولي) على بولاير في أقصى شرق شبه جزيرة جاليبولي.
كانت الهجمات مدعومة بنيران من السفن الحربية العثمانية، وكان العملية العسكرية تهدف على المدى الطويل تخفيف الضغط على أدرنة. فيما كان يواجه القوات العثمانية حوالي 10,000 جندي بلغاري مع 78 مدفع. كانت القيادة العثمانية تجهل على الأرجح وجود الجيش الرابع البلغاري المشكل حديثا في المنطقة حيث ضم 92,289 جندي تحت قيادة ستيليان كوفاتشيف، تم الهجوم العثماني من قبل المدفعية البلغارية والأسلحة الرشاشة، وبحلول نهاية اليوم كلا الجيشين قد عاد إلى مواقعه الأصلية.
في تشاتلكا وجهت القوات العثمانية ضد الجيش البلغاري الأول والثالث، كان في البداية فقط كما شنت التسريب من جاليبولى - تشاركوي، تعلق باستمرار القوات البلغارية في الموقع. ومع ذلك، فقد أدى هذا النجاح غير المتوقع. في الشمال البلغار قد اضطروا إلى الانسحاب بعد حوالى 15 كم وإلى الجنوب لمسافة 20 كيلومترا إلى مواقعها الدفاعية الثانوية. مع انتهاء الهجوم الذي وقع في غاليبولي العثمانيين إلغاء العملية، يترددون في مغادرة خط تشاتلكا، ولكن مرت عدة أيام قبل البلغار أدركت أن الهجوم قد انتهت. بحلول 15 فبراير الجبهة قد استقرت من جديد ولكن القتال على طول خطوط ثابتة استمرت حتى الهدنة. ويمكن للمعركة، والذي أسفر عن سقوط ضحايا البلغارية الثقيلة، ويمكن وصفها بأنها انتصار العثمانيين على المستوى التكتيكي، ولكن من الناحية الاستراتيجية كانت فاشلة، لأنها لم تفعل شيئا لمنع فشل جاليبولى - ساركوزى العملية أو تخفيف الضغط على أردنة.
تسبب فشل عملية تشاركوي-بولاير في تحديد مصير أردنة. ففي 11 مارس، بدأ الهجوم النهائي على حصن أدرنة بقيادة الجنرال جورجي فازوف فهاجم الجيش البلغاري الثاني بـ 153,700 جندي مع فرقتي مشاة صربيتين (47.275 جندي) المدينة التي استولي عليها في نهاية المطاف ولكن بثمن مرتفع: خسر البلغار 8,093 شخص ما بين قتلى وجرحى فيما تكبد الصرب 1,462 من قتلى وجرحى. الاصابات العثمانية منذ بداية الحصار بلغت 13,000 قتل وعدد غير معروف من الجرحى و19,750 جندي أسير. فيما بلغت خسائر القوات البلغارية طوال مدة الحصار 18,282.

### مسرح العمليات اليونانية

#### الجبهة المقدونية
كلف الجيش الثاني العثماني والذي يتألف من فيلقين بمجموع 7 فرق مشاة بالدفاع عن منطقة الحدود العثمانية-اليونانية حيث انتشرت وحدات الجيش على طول الجبهة اليونانية، وقد قامت قيادة الجيش الثاني بتقسيم قواتها مناصفة ما بين مقدونيا وإيبيروس، بحيث وزعت فرق المشاة السبعة بالتساوي ما بين الفيلق الثامن في مقدونيا (3 فرق) وفيلق يانينة في إيبيروس (3 فرق) في حين وضعت فرقة واحدة في سالونيك.
في المقابل ركزت القيادة العسكرية اليونانية كامل قواتها لمهاجمة الفيلق الثامن العثماني في جبهة مقدونيا، حيث كلف جيش ثيساليا بقيادة الأمير قسطنطين والمؤلف من 7 فرق مشاة وفوج خيالة و4 كتائب مستقلة، بما يعادل حوالي 100,000 جندي بماجمة الفيلق العثماني الثامن والاستيلاء على سالونيك.
في حين لم تبق اليونان لجبهة إيبروس سوى عدد قليل من الكتائب المستقلة التي بالكاد تصل في مجموعها لحجم فرقة مشاة. وقد منح ذلك الجيش اليوناني التفوق العسكري اللازم لمهاجمة الفيلق الثامن. وهو الأمر الذي أدى ذلك سقوط سالونيك وحاميتها المؤلفة من 26 ألف فرد 9 نوفمبر بيد اليونانيين وخسارة الدولة العثمانية لمركز استراتيجي مهم للجبهات المقدونية الثلاث في وقت مبكر من الحرب. كذلك تسبب سقوط سالونيك إلى جعل مصير جيش فاردار الذي كان يقاتل الصرب في الشمال محاصر ومعزول من دون امدادات لوجستية وعمق للمناورة.
في غرب مقدونيا سبب غياب التنسيق بين قيادات الجيش اليوناني والصربي نكسة لليونانيين بعد صادفت الفرقة الخامسة اليونانية خلال تقدمها لاحتلال بيتولا هجوما من الفيلق العثماني السادس في 15 نوفمبر 1912 وكان الفيلق السادس منسحبا إلى ألبانيا بعد أن هزم من قبل الجيش الصربي في معركة بريليب، كان وجود الفيلق مفاجئا لليونانيين مما تسبب لهزيمة القوات اليونانية وانسحابهم من المنطقة.

#### جبهة إيبيروس

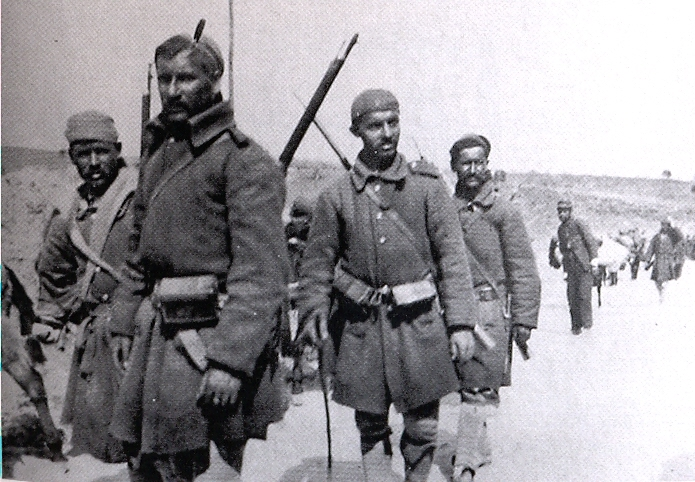
الجيش اليوناني في إيبيروس 1913

كانت أعداد القوات العثمانية في جبهة إبيروس تفوق اليونايين بكثير، إلا أن الموقف السلبي من العثمانيين مكن اليونانيين على استيلاء بريفيزا في 21 أكتوبر 1912، وواصلت القوات اليونانية تقدمها شمالا لاتجاه يوانينا.
في 5 نوفمبر نزلت قوة صغيرة من جزيرة كورفو واستولت على المنطقة الساحلية في هيمارا دون أن تواجه مقاومة كبيرة، 
في 20 نوفمبر دخلت القوات اليونانية المتواجدة في غرب مقدونيا كورتشي إلا أن القوات اليونانية في الجبهة إبيبيروس لم تشن هجوما ضد المواقع الدفاعية التي تحمي مدينة يوانينا، وبالتالي كان عليها أن تنتظر وصول تعزيزات من الجبهة المقدونية.
بعد انتهاء حملة مقدونيا نقل جزء كبير من الجيش اليوناني إلى ايبيروس، حيث تولى ولي عهد قسطنطين نفسه القيادة هناك. ة قاد القوات اليونانية في معركة بيزاني تلاها سقوط يوانينا في 8 مارس بعد حصارها، وقد سمح سقوط يوانينا للجيش اليوناني مواصلة التقدم في إبيروس الشمالية إلى حيث توقف تقدمه، على الرغم من أن خط السيطرة الصربية كان قريبا جدا منه.

#### العمليات البحرية
في البحر، أخذ الأسطول اليوناني زمام المبادرة منذ اليوم الأول للحرب. فخلال الفترة من 6 أكتوبر حتى 20 ديسمبر 1912 كانت البحرية اليونانية ومفارز الجيش اليوناني قد بسطت سيطرتها على جميع الجزر العثمانية تقريبا من شرق وشمال بحر إيجة، وأنشأت قاعدة أمامية في جون مودروس بجزيرة يمنوس، مسطيرة بذلك على مداخل الدردنيل.
حقق الملازم أول نيكولاوس فوتسيس انتصارا معنويا كبيرا لليونان حينما أبحر في 8 نوفمبر بزورق طوربيد تحت جنح الظلام إلى مرفأ سالونيك ليغرق بارجة عثمانية كانت راسية في الميناء.
في بداية الحرب بقي الأسطول العثماني داخل الدردنيل، ولكن عندما بدأت الحرب البرية تأخذ منعطفا حاسما في غير صالح الجيش العثماني، مما يستدعي تعزيزات عاجلة إلى المسرح الأوروبي، حاول الأسطول العثماني دخول منطقة بحر إيجة في 16 ديسمبر ونشبت معركة الدردنيل البحرية بين الاسطول العثماني واليونانية إلا أن هزيمة الأسطول العثماني قد دفعته للتراجع إلى داخل الدردنيل.
وكاستعداد لمحاولة أخرى لكسر الحصار اليوناني، خططت القيادة البحرية العثمانية بالقيام بهجوم مضلل عن طريق إرسال الطراد حميدية بقيادة حسين رؤوف أورباي لتنفيذ غارة على السفن التجارية اليونانية في بحر إيجه، وكان من المأمول أن يدفع ذلك القيادة البحرية اليونانية إلى إرسال الطراد المدرع افيروف للحاق بالطراد حميدية حيث أن أفيروف هي السفينة اليونانية الوحيدة القادرة على اللحاق بالطراد حميدية ومجابهته، مما سيجعل الأسطول اليوناني المتبقي في حالة أضعف.
تسلل الطراد حميدية عبر الدوريات اليونانية وقصف مرفأ سيروس وأغرق سفينة تجارية راسية في الميناء قبل أن يغادر بحر ايجه متوجها للبحر الأبيض المتوسط، السلطات اليونانية أعطت الأوامر بالفعل للاحاق بـ حميدية إلا إن التخمين بوجود خطة العثمانية جعل قيادة البحرية ترفض وبعد أربعة أيام، خرج الأسطول العثماني من المضائق في 18 يناير إلا أنه مني بهزيمة أخرى، كانت هذه آخر محاولة للبحرية العثمانية لمغادرة الدردنيل، وبذلك تركت البحرية اليونانية مسيطرة على بحر إيجه.

### مسرح عمليات صربيا والجبل الأسود
حقق الجيش الصربي تحت قيادة بوتنيك ثلاثة انتصارات حاسمة في فاردار مقدونيا، كان الهدف الأساسي للقوات الصربية في الحرب هو الاستيلاء على شمال مقدونيا، إضافة إلى ذلك أرسلت صربيا قواتها لمساعدة مملكة الجبل الأسود على الاستيلاء على مدينة سنجق كما ارسلت أيضا فرقتين لمساعدة البلغار في حصار أدرنة.
المعركة الأخيرة في حملة مقدونيا كانت معركة مناستير حيث انسحب بعدها ما تبقى من الجيش العثماني في فاردار إلى وسط ألبانيا.

## انتهاء الحرب

الأراضي العثمانية المستولى عليها والتي آلت إلى كل من بلغاريا وصربيا واليونان والجبل الأسود

انهت معاهدة لندن الحرب البلقانية الأولى في 30 مايو عام 1913. فتم التنازل عن جميع الأراضي العثمانية التي تقع غرب خط أينوس-ميدا للاتحاد البلقاني، أعلنت المعاهدة أيضا قيام دولة ألبانيا المستقلة وكانت غالب الأراضي التي كانت مخصصة لتشكل الدولة الألبانية الجديدة يشغلها آنذاك إما اليونان أو صربيا، إلا أن الدولتان قامت بسحب قواتهما على مضض. بلغاريا لم تحل خلافاتها مع صربيا بشأن تقسيم شمال مقدونيا ومع اليونان على جنوب مقدونيا الأمر الذي دفع بلغاريا لتسوية الخلافات بالقوة ومهاجمة كل من اليونان وصربيا ونشوب حرب البلقان الثانية.

## هوامش
1. ↑  Turkish General Staff, Balkan Harbi (1912-1913) 1 Cilt, Harbin Sebepleri, Askeri Hazirliklar ve Osmanli Devletinin Harbi Girisi (Inkinci Baski), (Ankara: Generalkurmay Basimevi, 1993) p.100, as found in Erickson, 2003, p.52.
2. ↑  Erickson, 2003, p.70
3. ↑  Erickson, 2003, p.69
4. 1 2 3  موسوعة مقاتل نسخة محفوظة 28 يونيو 2017 على موقع واي باك مشين.
5. ↑  Hall (2000)، p. 19
6. 1 2  hall(2000)، p. 18
7. ↑  Balkan Harbi (1912-1913) (1993). Harbin Sebepleri, Askeri Hazirliklar ve Osmani Devletinin Harbi Girisi. Genelkurmay Basimevi. ص. 100.{{استشهاد بكتاب}}:  صيانة الاستشهاد: أسماء عددية: قائمة المؤلفين (link)
8. 1 2 3  Erickson، Edward (2003). Defeat in Detail. Praeger Publishers. ص. 170. ISBN:0-275-97888-5.
9. ↑  Hall (2000)، p. 22
10. ↑  "ألبانيا: الصرب قتلوا ٥٠٠٠ ألباني خلال عام ١٩١٢". www.alukah.net. 8 سبتمبر 2014. مؤرشف من الأصل في 2023-05-30. اطلع عليه بتاريخ 2024-04-11.
11. ↑  Erickson (2003)، p. 68
12. ↑  Hall (2000)، p. 16
13. ↑  Erickson (2003)، p. 69
14. ↑  Hall(2000)، p. 17
15. ↑  Hall1 (2000)، p. 18
16. 1 2  ,Armies of the Balkan Wars 1912–13: The priming charge for the Great War Bloomsbury Publishing, Mar , 20, 2012 , Philip Jowett P13
17. ↑  Hall1 (2000)، p. 17
18. ↑  اريكسون (2003)، p. 70
19. ↑  Hall (2000)، ص. 22-24
20. ↑  قاعة (2000)، p. 22-24
21. ↑  إن الحرب بين بلغاريا وتركيا 1912-1913، المجلد الثاني زارة الحرب عام 1928، p.660
22. 1 2 3  اريكسون (2003)، p. 82
23. 1 2  اريكسون (2003)، p. 333
24. ↑  اريكسون (2003)، p.102
25. ↑  قاعة (2000)، p. 32
26. ↑  اريكسون (2003)، p. 131
27. ↑  اريكسون (2003)، p. 262
28. ↑  إن الحرب بين بلغاريا وتركيا 1912-1913، المجلد الخامس، وزارة الحرب عام 1930، p.1057
29. ↑  اريكسون (2003)، p. 281
30. ↑  اريكسون (2003)، p. 215
31. ↑  ايبيروس 4000 سنة من التاريخ والحضارة اليونانية. ام ساكيلاريو. Ekdotike Athenon، 1997. ردمك 0226181502 صفحة.137 نسخة محفوظة 28 سبتمبر 2015 على موقع واي باك مشين.
32. ↑  ألبانيا والاسرى. Pyrros Ruches، خبير الأرجون 1965، p. 65. نسخة محفوظة 28 سبتمبر 2015 على موقع واي باك مشين.
33. ↑  Hall (2000)، p. 65